# Ключове слово
Ключове́ сло́во — слово, або сталий вислів природної мови, який використовують для вираження деякого аспекту змісту документа (або запиту); слово, яке має істотне смислове навантаження. Воно може служити ключем під час пошуку інформації в інтернеті чи на сторінці сайту.
При використанні методу координатного індексування пошукові образи являють собою множини ключових слів, які, в такому випадку, називають, також унітермами.
Ключові слова можуть вказувати на найважливіші ознаки культури, народу, окремої творчої особистості. Це поняття застосовується при аналізі стилю й поетики, а також  у комп’ютерній лінгвістиці, зокрема в автоматичному перекладі або в опрацюванні бібліотечної інформації. Про популярність такого аналізу тексту свідчить також те, що дефініція цього слова міститься у багатьох мовознавчих та літературознавчих словниках та електронних ресурсах. 
Між ключовими словами можуть існувати відношення синонімії, або еквівалентності сенсу, тобто, синонімії з точки зору даної інформаційно-пошукової системи. Накопичення ключових слів шляхом змістовного аналізу текстів, або алгоритмічно, наприклад, порівнянням слів тексту з фіксованим переліком неключових слів, є важливим етапом при виборі вихідної лексики дескрипторних мов інформаційно-пошукових; відібрані ключові слова об'єднуються, далі, в дескриптори.

## В контекстній рекламі
Показ рекламного оголошення відвідувачу відбувається в тому випадку, якщо в його пошуковому запиті чи на сторінці сайту зустрічається задане ключове слово, ключове словосполучення чи ключова фраза.